# فایر پانچ
فایر پانچ (به انگلیسی: Fire Punch) ⁪ (ژاپنی: ファイアパンチ هپبورن: Faia Panchi) مجموعه مانگا ژاپنی نوشته و تصویرگری تاتسوکی فوجیموتو است که از آوریل ۲۰۱۶ تا ژانویه ۲۰۱۸ از وب‌سایت شونن جامپ+ منتشر شد و چپترهای آن در هشت جلد تانکوبون گردآوری شده‌است. در آمریکای شمالی، ویز مدیا لایسنس انتشار مانگا به زبان انگلیسی را دارد.
فایر پانچ در زمینی اتفاق می‌افتد که بیش از حد یخ زده و بی ثمر شده‌است. آگنی قهرمان داستان پسری است که از نعمت بازسازی برخوردار است. پس از اینکه دهکده اش تسلیم شعله‌های خاموش نشدنی می‌شود، به خودش قول می‌دهد تا انتقام بگیرد.